# 史上最強の移動遊園地 DREAMS COME TRUE WONDERLAND 2015 ワンダーランド王国と3つの団
『史上最強の移動遊園地 DREAMS COME TRUE WONDERLAND 2015 ワンダーランド王国と3つの団』（しじょうさいきょうのいどうゆうえんち ドリームズ カム トゥルー ワンダーランド 2015 ワンダーランドおうこくとみっつのだん）は、DREAMS COME TRUEのライブビデオ。2016年7月7日発売。

## 解説

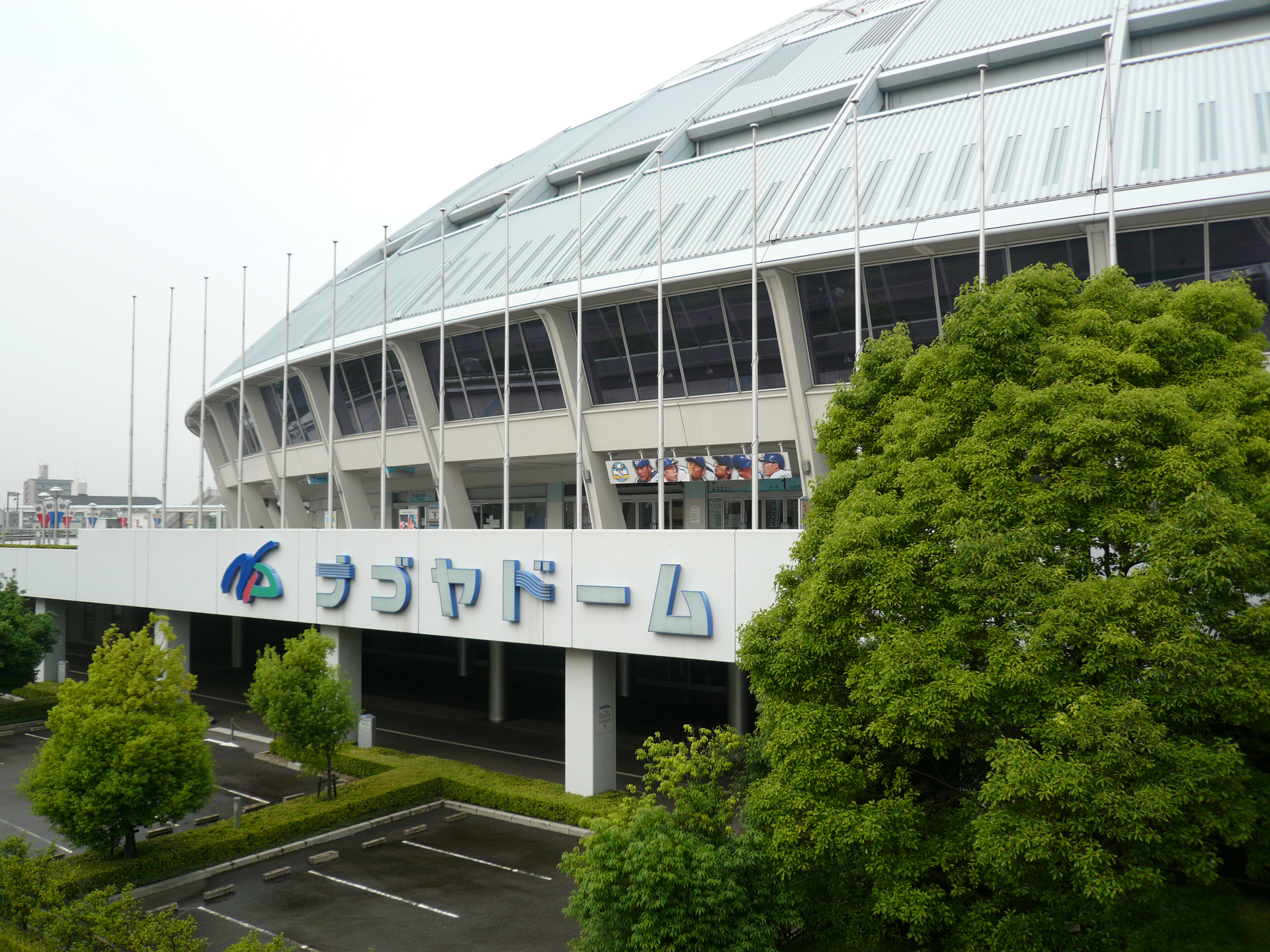
会場となったナゴヤドーム（写真は正面ゲート）

- 2015年冬から同年大晦日にかけて行われた、5大ドームツアーから4年に一度のベストヒットライブツアーでもある「史上最強の移動遊園地 DREAMS COME TRUE WONDERLAND 2015」の模様を商品化。なお、冬でのWONDERLAND公演は、1999年に開催された「史上最強の移動遊園地 DREAMS COME TRUE WONDERLAND 1999 〜冬の夢〜」以来、実に16年振りでの開催尚且つドームツアーとなった。
- 九州公演では、DREAMS COME TRUEがこの年に九州新幹線のCMソングとしてリリースした「九州をどこまでも」を、カウントダウンライブとなった北海道公演では「HAPPY HAPPY BIRTHDAY」（歌詞を書き換えた「A HAPPY HAPPY NEW YEAR」）を各会場限定で披露した。
- このツアーは、7月7日にリリースされた初のオールタイムベストアルバム「DREAMS COME TRUE THE BEST! 私のドリカム」の曲を中心に披露され、普段はリクエスト上位以外の曲を「吉田美和のさじ加減」として披露しているが、今回は1曲を除くほとんどの曲がリクエスト上位40位以内の曲で構成されている。
- ベストアルバム「DREAMS COME TRUE THE BEST! 私のドリカム」をもとにした、『ワンダーランド王国と3つの団』と題したストーリー仕立てで行われた。前年に発売したアルバム『ATTACK25』のジャケットキャラクターである「ATTACK KING」と「CHANCE QUEEN」が統治する「ワンダーランド王国」内の「LOVE団」、「TEARS団」、「LIFE団」の3団の抗争から和解、そして翌年開催の「DREAMS COME TRUE 裏ドリワンダーランド 2016」への流布までを音楽とともに描いた物語となっている。
- ステージセットはセンターステージと三方の花道、そして3つの外周ステージが展開され、外周ステージは人力による可動式であった。また、センターステージ上にはトップデッキが設置された。ドリームアームと呼ばれる花道は、で「DREAMS COME TRUE WONDERLAND 1999 〜冬の夢〜」で登場して以来、16年ぶりに使用された。
- バンドメンバーには、WONDERLANDとしては2003年以来12年ぶりの浦嶋りんこや、元アース・ウィンド・アンド・ファイアーのソニー・エモリー、風味堂の渡和久らが参加した。また、ダンスパフォーマンスは、DREAMS COME TRUEのパフォーマンスチーム「S+AKS」だけでなく、「D-SOLDIERS」「D-FAIRIES」の合計12人、そして各地のオーディションにて選ばれた「黒ドリ?! ダンサーズ」が登場した。
- 特典映像として、本ツアーの舞台裏側を完全密着したドキュメンタリー映像を収録。

## 収録曲

### Disc 1
1. A theme of the WONDERLAND
2. WINTER SONG ～DWL2015 VERSION～
3. LAT.43°N 〜forty-three degrees north latitude〜
4. SNOW DANCE
5. もしも雪なら
6. 愛がたどりつく場所
7. LOVE LOVE LOVE
8. 時間旅行
9. Ring! Ring! Ring!
10. 星空が映る海
11. SAYONARA
12. マスカラまつげ
13. 琥珀の月
14. 悲しいKiss
15. やさしいキスをして
16. 笑顔の行方
17. 晴れたらいいね
18. 眼鏡越しの空
19. 空を読む
20. きみにしか聞こえない
21. 朝がまた来る
22. ア・イ・シ・テ・ルのサイン ～わたしたちの未来予想図～
23. 未来予想図Ⅱ

### Disc 2
1. サンキュ.
2. さぁ鐘を鳴らせ
3. その先へ
4. 決戦は金曜日
5. 大阪LOVER
6. うれしい! たのしい! 大好き!
7. 何度でも

ENCORE
1. あの夏の花火
2. AGAIN
3. またね

### 特典映像
- Documentary of DREAMS COME TRUE WONDERLAND 2015